# Transglutaminase tecidular
Transglutaminase tecidular (abreviada tTG ou TG2) é uma enzima dependente de cálcio da família das proteínas-glutaminas γ-glutamiltransferases, ou transglutaminases.